# Arphy
Arphy település Franciaországban, Gard megyében. Lakosainak száma 138 fő (2022. január 1.). Arphy Aulas, Dourbies, Mandagout, Bréau-Mars és Val-d'Aigoual községekkel határos.

## Népesség
A település népességének változása:
| Lakosok száma | 130  | 122  | 131  | 160  | 177  | 174  | 171  | 152  | 143  | 138  |
|               | 1968 | 1982 | 1990 | 2006 | 2013 | 2015 | 2017 | 2019 | 2020 | 2022 |